# Clave Única (Chile)
La Clave Única (estilizado como ClaveÚnica) es una contraseña unificada utilizada para autenticar de manera digital la identidad de una persona, con el fin de que pueda acceder a todos los servicios que otorga virtualmente el Estado de Chile a chilenos y residentes en el país mayores de 14 años. La administración de esta iniciativa es de competencia de la División de Gobierno Digital del Gobierno de Chile.    

## Historia
El servicio fue creado como parte de las políticas gubernamentales en relación con incrementar la administración electrónica, con el fin de facilitar el acceso a los trámites de manera digital, aumentando las medidas de seguridad requeridas para los servicios de esta naturaleza, reducir los tiempos de espera y así contribuir en el proceso de modernización del Estado, ofreciendo un servicio de oficina sin papeles en la mayor cantidad de prestaciones públicas. Todos los trámites disponibles para realizar de manera digital, deben estar registrados en la nómina oficial del Registro Nacional de Trámites (RNT).
El ente encargado de recabar toda la información requerida para la generación de la clave es el Servicio de Registro Civil e Identificación, donde el solicitante debe acudir de manera presencial a una de sus sucursales, como también en las oficinas de ChileAtiende. En dicho proceso, la persona deberá presentar su carnet de identidad, que contiene distintivos de seguridad biométrica. Adicionalmente se le pueden pedir otros datos como requisito para la obtención de la clave, tales como la toma de sus huellas dactilares, la toma de una fotografía de rostro, la confirmación o actualización de datos como su dirección de domicilio, número telefónico y la dirección de correo electrónico personal, en donde le será enviado un correo con un código de confirmación para finalizar el proceso. Para el caso de los chilenos en el exterior, deben acercarse presencialmente de igual manera a los consulados de Chile más cercanos a su domicilio y donde se encuentre este servicio habilitado. El trámite no tiene costo para el solicitante y es de duración indefinida hasta su fallecimiento, no obstante, los datos del usuario deben mantenerse actualizados. 
Debido a las medidas sanitarias por los confinamientos por la pandemia de COVID-19 en Chile, el Registro Civil habilitó la opción de videoconferencia como una alternativa excepcional para aquellos que a partir de marzo de 2020 no habían obtenido su Clave Única.

## Estadísticas
En agosto de 2021, el entonces ministro Secretario General de la Presidencia, Juan José Ossa, declaró que 13 millones de usuarios habían obtenido su ClaveÚnica, mientras que el 74% de todos los trámites de instituciones y organismos públicos chilenos eran posibles de realizar de manera digital.